# Erik Björkman
Erik Björkman (geboren am 13. Juni 1872 in Eskilstuna, gestorben am 10. Mai 1919 im Österåsens sanatorium, Ed (Ångermanland)) war ein schwedischer Philologe, der besonders mit Arbeiten zur alt- und mittelenglischen Sprache und Literatur hervortrat.
Björkman studierte Anglistik an der Georg-August-Universität Göttingen, wo er bei Professor Morsbach hörte. Während des Studiums schloss er sich dem Akademisch-Neuphilologischen Verein Göttingen im WCV (seit 1912 Philologische Verbindung Normannia; heute: Turnerschaft Gottingo-Normannia Göttingen) an, dem er zeitlebens als Alter Herr verbunden blieb. Aus seiner Ehe gingen zwei Söhne hervor.
Auch nach seiner Rückkehr nach Schweden blieb er dem Deutschen Reich und seiner Kultur verbunden und besuchte es jährlich für mehrere Wochen. 1917 lud ihn die deutsche Oberste Heeresleitung nach diversen deutschfreundlichen Artikeln in großen schwedischen Zeitungen ein, die deutsche Westfront zu besuchen. Der Einladung kam Björkman im Sommer und Herbst des Jahres nach.

## Veröffentlichungen (Auswahl)
- Scandinavian Loan-words in Middle English (= Studien zur englischen Philologie. Heft 7 und 11). 2 Bände. Niemeyer, Halle an der Saale 1900–1902. (Digitalisate: Band I. Band II).
- Die Pflanzennamen der althochdeutschen Glossen. In: Zeitschrift für deutsche Wortforschung. Band 2, 1902, S. 202–233; Band 3, 1902, S. 263–307; Band 6, 1904/1905, S. 174–198.
- Geoffrey Chaucer. Englands störste medeltida skald (= Populärt vetenskapliga föreläsningar vid Göteborgs Högskola. Ny Föjd, 3). Albert Bonniers förlag, Stockholm 1906, (Digitalisat).
- Nordische Personennamen in England in alt- und frühmittel-englischer Zeit: Ein Beitrag zur englischen Namenkunde (= Studien zur englischen Philologie. Heft 37). Niemeyer, Halle an der Saale 1910, (Digitalisat).
- Zur englischen Namenkunde (= Studien zur englischen Philologie. Heft 47). Niemeyer, Halle an der Saale 1912, (Digitalisat).
- als Herausgeber: Morte Arthure (= Alt- und Mittelenglische Texte. 9). Mit Einleitung, Anmerkungen und Glossar. C. Winter u. a., Heidelberg u. a. 1915, (Digitalisat).
- Studien über die Eigennamen im Beowulf (= Studien zur englischen Philologie. Heft 58). Niemeyer, Halle an der Saale 1920, (Digitalisat).

## Sekundärliteratur
- Professor Dr. Erik Björkman-Upsala †. In: Neuphilologische Blätter. Zeitschrift des Weimarer Cartellverbandes Philologischer Verbindungen an Deutschen Hochschulen, 26. Jg. (Juli. 1919), H. 10, S. 149–150.
- Eilert Ekwall: Erik Björkman. In: Svenskt biografiskt lexikon. Band 4: Berndes – Block. Bonnier, Stockholm 1924, S. 587–589.

| Personendaten    | Personendaten                                       |
| ---------------- | --------------------------------------------------- |
| NAME             | Björkman, Erik                                      |
| KURZBESCHREIBUNG | schwedischer Anglist                                |
| GEBURTSDATUM     | 13. Juni 1872                                       |
| GEBURTSORT       | Eskilstuna                                          |
| STERBEDATUM      | 10. Mai 1919                                        |
| STERBEORT        | Österåsens sanatorium, Eds församling, Ångermanland |